# Vnorovy
Vnorovy – gmina w Czechach, w powiecie Hodonín, w kraju południowomorawskim. Według danych z dnia 1 stycznia 2014 liczyła 3 030 mieszkańców.